# Javier Tobar Ahumada
Francisco Javier Tobar Ahumada (Bogotá, 5 de abril de 1844-1913) fue un político colombiano, miembro del Partido Conservador Colombiano.
Tobar se desempeñó como Alcalde de Bogotá entre enero de 1910 y mayo de 1911. Durante su gestión se realizó la conmemoración del Centenario de la Independencia de Colombia, para la cual se creó la Urna Centenaria, que fue abierta el 20 de julio de 2010.

## Biografía
Francisco Javier Tobar Ahumada nació en 1844, en el seno de una familia de la aristocracia bogotana.
El presidente José Manuel Marroquín le ofreció el ministerio de guerra de Colombia, cargo que Tobar rechazó.Luego fue nombrado concejal de Bogotá en 1909.

### Alcaldía de Bogotá (1910-1911)

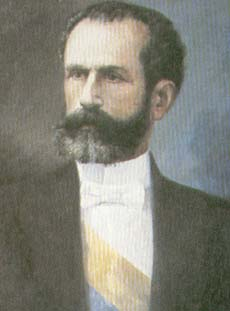
El presidente Valencia en 1910.

En enero de 1910 fue nombrado alcalde municipal de Bogotá, por el gobernador Enrique Argáez Lozano. Contrató a la compañía italiana de ópera Sigald, e implementó la iluminación eléctrica en algunas avenidas y zonas industriales de Bogotá.
Su alcaldía coincidió con la celebración del centenario de la independencia de Colombia, por lo que coordinó con los presidentes Ramón González Valencia y Carlos Eugenio Restrepo, los eventos de conmemoración del 20 de julio de 1810. Los preparativos estaban encargados desde la presidencia de Rafael Reyes.
Pese a múltiples tropiezos por la crisis presidencial de 1909 (ese año hubo 3 presidentes), y los cambios a los programas, los eventos del centenario fueron exitosos, llenos de pompa y con gran afluencia de público. Uno de los legados de esa celebración fue la urna centenaria, un cofre con recuerdos de la ciudad que debía ser abierto 100 años después, el 20 de julio de 2010. En el cofre se encontró, entre otros, un libro con 62 fotografías donde se ilustra la línea presidencial desde 1810 hasta ese momento, así como otros objetos de la época.
Tobar dejó su cargo en mayo de 1911, siendo sucedido por Manuel María Mallarino Isaacs. Javier Tobar Ahumada falleció 2 años después, en 1913.

## Familia
Javier Tobar pertenecía a la aristocracia bogotana católica y conservadora, siendo varios de sus parientes alcaldes de Santafé de Bogotá. Sus padres, quienes eran parientes lejanos, fueron José María de Tovar (o Tobar) Gutiérrez y Marta Ahumada y Santacruz. Su padre fue quien adoptó la grafía "Tobar" en su familia, y de ahí en adelante todos sus descendientes llevan la "b" en su apellido en lugar de la "v".

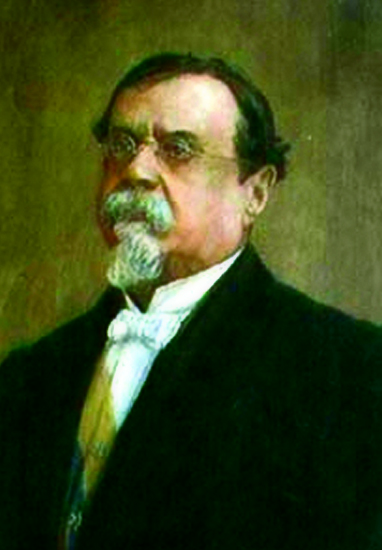
El expresidente Caro era pariente suyo.

Su madre era hija de Buenaventura Ahumada Gutiérrez, quien fue Prefecto General del departamento de Cundinamarca de 1830 a 1831.Su padre por su parte, era nieto materno de Pantaleón Gutiérrez y Díaz de Quijano, "El patriarca de la sabana", alcalde de Bogotá de 1796 a 1797, durante los últimos años de regencia de la corona española. Gutiérrez era yerno del fiscal de la Real Audiencia Francisco Moreno y Díaz de Escandón, alcalde entre 1761 y 1762. Nieto de Pantaleón y primo de su padre fue Ignacio Gutiérrez Vergara, quien también era hijo de la heroína Antonia Vergara y Sanz de Santamaría.
Su abuelo paterno era el exalcalde y rico ganadero Mariano Tovar Andrade, quien ocupó la alcaldía en 1807, 1809, 1815 y 1821. Otro de sus parientes famosos fue el exalcalde Luis Tovar Andrade, quien era su tío abuelo paterno, alcalde en 1826.

### Matrimonio y descendencia
Javier contrajo matrimonio en 1872 con su prima, Dolores Tobar Ibáñez, con quien tuvo 6 hijosː Javier, Manuel, Carlos, Ángel María, José Ángel y Enrique Tobar Tobar. Dolores era hija del militar Manuel María Tovar, y pese a que conservó la "v" en su apellido, al casarse con Javier adoptó la "b", por eso sus hijos no son Tobar Tovar, sino Tobar Tobar.
Él y su esposa eran parientes del expresidente Miguel Antonio Caro Tobar, ya que el abuelo materno de su esposa era hermano de las hermanas Bernardina y Nicolasa Ibáñez, de quien es nieto Caro. Las hermanas Ibáñez son famosas porque fueron amantes antes de estar casadas, de los padres de la patria Simón Bolívar y Francisco de Paula Santander, respectivamente. La importancia histórica de las tía abuelas de Dolores Tobar era tal que el propio Bolívar llegó a decir "Habrá paz en Colombia el día que mueran Nicolasa y Bernardina Ibáñez, Bárbara Leiva y Mariquita Roche".
Por otro lado, las hermanas Ibáñez eran cuñadas de María del Pilar Caicedo y Sanz de Santamaría, esposa de Vicente Ibáñez, abuela por tanto de Dolores; y quien era hermana del expresidente Domingo Caycedo, y del exgobernador Fernando Caycedo, sobrina del sacerdote y arzobispo de Bogotá, Fernando Caycedo y Flórez, cuñada del exalcalde José Jerónimo de Leyva (1824), e hija del exalcalde Luis Caycedo y Flórez. Otro hermano Ibáñez. Miguel, fue alcalde de Bogotá en 1833.
Su hijo mayor, Javier, es el abuelo de Natalia Ortega Tobar, esposa del presentador de noticias Juan Eduardo Jaramillo Noguera, quien es descendiente lejano del prócer Camilo Torres Tenorio.